# Gerardo Alimane Alminaza
Gerardo Alimane Alminaza (San Jose, 4 de agosto de 1959) é bispo de San Carlos.
Gerardo Alimane Alminaza foi ordenado sacerdote em 29 de abril de 1986.
Papa Bento XVI nomeou-o em 29 de maio de 2008 Bispo Titular de Maximiana em Bizacena e Bispo Auxiliar em Jaro. O Núncio Apostólico nas Filipinas, Edward Joseph Adams, o ordenou bispo em 4 de agosto do mesmo ano; Os co-consagradores foram Vicente Macanan Navarre, Bispo de Bacolod, e Angel N. Lagdameo, Arcebispo de Jaro. A posse na Arquidiocese de Jaro aconteceu no dia seguinte.
O Papa Francisco o nomeou Bispo de San Carlos em 14 de setembro de 2013. Em 18 de novembro do mesmo ano, foi empossado.